# 다케무라역
다케무라역(일본어: 竹村駅, たけむらえき)은 일본 아이치현 도요타시에 소재하는 나고야 철도 미카와선의 역이다. 역 번호는 MY04이다.

## 역 구조
섬식 승강장 1면 2선의 지상역이다.
통상으로는 진행 방향의 기준으로는 왼쪽에 정차하지만 본 역은 오른쪽에 정차한다(옆의 와카바야시 역도 동일). 이것은 아직 미카와 선이 자동 폐색이 없던 시절에 태블릿의 교환을 쉽게 할 수 있도록 역 진입 시 구내 건널목을 건너는 승객에 대한 안전성을 확보하기 위해서 우측 통행으로 한다. 실제로 본 역의 스프링 포인트가 우측 통행이 되게 설치되어 있다.
역 집중 관리 시스템을 도입한 무인역으로, 도요타 시 역에서 원격 관리되고 있다. 또한, 원맨 운전 지원용 센서 폴이 승강장 위에 설치되어 있다.

### 승강장
| 번호 | 노선        | 방향 | 행선                   |
| ---- | ----------- | ---- | ---------------------- |
| 1    | ■ 미카와 선 | 상행 | 지류・나고야 방면      |
| 2    | ■ 미카와 선 | 하행 | 도요타 시・사나게 방면 |

## 역 주변
역전에는 휴경지가 펼쳐진다.
- 토요타 자동차제 공장
- 도요타 나카초 우체국
- 아이치 현립 도요타 공업 고등학교
- 아이치 현립 도요타 고등 특별 지원학교
- 도요타 시립 류진 중학교
- 도요타 시립 다케무라 초등학교
- 도요타 시립 스미요시 어린이집
- 국도 제155호선
- 아이치 현도 12호 도요타잇시키 선
- 아이치 현도 232호 오시카모미요시 선

## 역사
- 1920년 7월 5일: 미카와 철도 역으로 영업 개시.
- 1941년 6월 1일: 미카와 철도가 나고야 철도와 합병되어 동사의 미카와 선의 역이 됨.
- 1945년 8월 14일: 오후 1시경, 다케무라 역으로 향하던 열차가 도착 100m 앞에서 미군의 P-51전투기에서 총격을 받아 즉사 2명, 중경상자 75명이 발생.
- 1961년 5월 11일: 화물 영업 폐지, 측선 철거.
- 1963년경: 역사 개축.
- 2001년 6월 30일: 무인화.
- 2003년 10월 1일: 역 집중 관리 시스템 및 트랜 패스 도입.
- 2011년 2월 11일: IC카드 승차권 "manaca" 공용 개시.
- 2012년 2월 29일: 트랜 패스 공용 종료.

## 인접역
| 나고야 철도 미카와선      | 나고야 철도 미카와선 | 나고야 철도 미카와선      |
| ------------------------- | -------------------- | ------------------------- |
| MY05 쓰치하시 사나게 방면 |                      | 와카바야시 MY03 지류 방면 |